# Olympische Sommerspiele 1968/Teilnehmer (Kanada)
| Gelbes Symbol für Goldmedaillen mit stilisierten Olympischen Ringen | Graues Symbol für Silbermedaillen mit stilisierten Olympischen Ringen | Braundes Symbol für Bronzemedaillen mit stilisierten Olympischen Ringen |
| ------------------------------------------------------------------- | --------------------------------------------------------------------- | ----------------------------------------------------------------------- |
| 1                                                                   | 3                                                                     | 1                                                                       |

Kanada nahm an den Olympischen Sommerspielen 1968 in Mexiko-Stadt mit einer Delegation von 139 Athleten (111 Männer und 28 Frauen) an 124 Wettkämpfen in 14 Sportarten teil. Im Medaillenspiegel belegte die Nation den 23. Platz. Erfolgreichste Athletin war die damals 17-jährige Schwimmerin Elaine Tanner mit drei Medaillen, zweimal Silber im Einzelwettkampf und einmal Bronze mit der Staffel. Auch der Schwimmer Ralph Hutton gewann eine Silbermedaille. Der einzige Olympiasieg gelang der Springreiterstaffel. Jüngste Teilnehmerin war die Turnerin Teresa McDonnell mit 14 Jahren und 318 Tagen. Ältester Teilnehmer war mit 46 Jahren und 333 Tagen der Reiter Zoltan Sztehlo. Fahnenträger bei der Eröffnungsfeier war der Ruderer Roger Jackson.

## Teilnehmer nach Sportarten

### Boxen
Männer
- Marvin Arneson
- Dick Findlay
- Walter Henry
- Donato Paduano

### Fechten
| Männer - John Andru - Peter Bakonyi - Magdy Conyd - Gerry Wiedel | Frauen - Sigrid Chatel |

### Gewichtheben
Männer
- Paul Bjarnason
- Chun Hon Chan
- Aldo Roy
- Pierre St. Jean

### Kanu
| Männer - Jean Barré - Christopher Hook - Gabor Joo - Scott Lee - Wolfgang Ruck - Arpad Simonyik - John Wood | Frauen - Betty-Anne Gowans - Marjorie Homer-Dixon - Claudia Hunt |

### Leichtathletik
| Männer - David Bailey - Andy Boychuk - Wes Brooker - Felix Cappella - Michel Charland - Bill Crothers - Don Domansky - Jerome Drayton - Dave Ellis - Bob Finlay - Bill Heikkila - Harry Jerome - Ross MacKenzie - Brian MacLaren - Robert McLaren - Karl-Heinz Merschenz - George Puce - Norm Trerise - Wilf Wedmann | Frauen - Stephanie Berto - Anne Covell - Jay Dahlgren - Joan Fisher - Joan Hendry - Abby Hoffman - Debbie Miller - Irene Piotrowski - Jenny Wingerson |

### Radsport
Männer
- Jules Béland
- Bob Boucher
- Joe Jones
- Yves Landry
- Jocelyn Lovell
- Marcel Roy

### Reiten
- Jim Day
Gold  Springen Mannschaft
- Alan Ehrlick
- Jim Elder
Gold  Springen Mannschaft
- Norman Elder
- Inez Fischer-Credo
- Tom Gayford
Gold  Springen Mannschaft
- Robin Hahn
- Christilot Hanson-Boylen
- Terrance Millar
- Barry Sonshine
- Zoltan Sztehlo

### Ringen
Männer
- Pat Bolger
- Robert Chamberot
- Gord Garvie
- Harry Geris
- Brian Heffel
- Ed Millard
- Herb Singerman

### Rudern
Männer
- Clayton Brown
- Neil Campbell
- Richard Crooker
- Joel Finlay
- Lyle Gatley
- Roger Jackson
- Daryl MacDonald
- John McIntyre
- John Richardson
- John Ross
- Robert Stubbs
- Daryl Sturdy
- Richard Symsyk
- John Ulinder

### Schießen
- Keith Elder
- Bill Hare
- Alf Mayer
- Gerald Ouellette
- John Primrose
- Donald Sanderlin
- Rudy Schulze
- Edward Shaske
- Jules Sobrian
- Harry Willsie

### Schwimmen
| Männer - Tom Arusoo - Ken Campbell - Glen Finch - Sandy Gilchrist - Ralph Hutton Silber 400 m Freistil - Ron Jacks - Bill Mahony - Jim Shaw - George Smith | Frauen - Marilyn Corson Bronze 4 × 100 m Freistil - Angela Coughlan Bronze 4 × 100 m Freistil - Marion Lay Bronze 4 × 100 m Freistil - Elaine Tanner Silber 100 m Rücken Silber 200 m Rücken Bronze 4 × 100 m Freistil - Anne Walton - Jeanne Warren |

### Segeln
- Oswald Blouin
- Roger Green
- Stewart Green
- Jack Hasen
- Paul Henderson
- Timothy Irwin
- Bruce Kirby
- Stan Leibel
- David Miller
- Steve Tupper
- Ernest Weiss

### Turnen
| Männer - Barry Brooker - Roger Dion - Sid Jensen - Gilbert Larose - Stephen Mitruk | Frauen - Suzanne Cloutier - Jennifer Diachun - Sandra Hartley - Teresa McDonnell - Marilynn Minaker |

### Wasserspringen
| Männer - Bob Eaton - Kenneth Sully | Frauen - Beverly Boys - Nancy Robertson |